# 香港ニューウェーブ

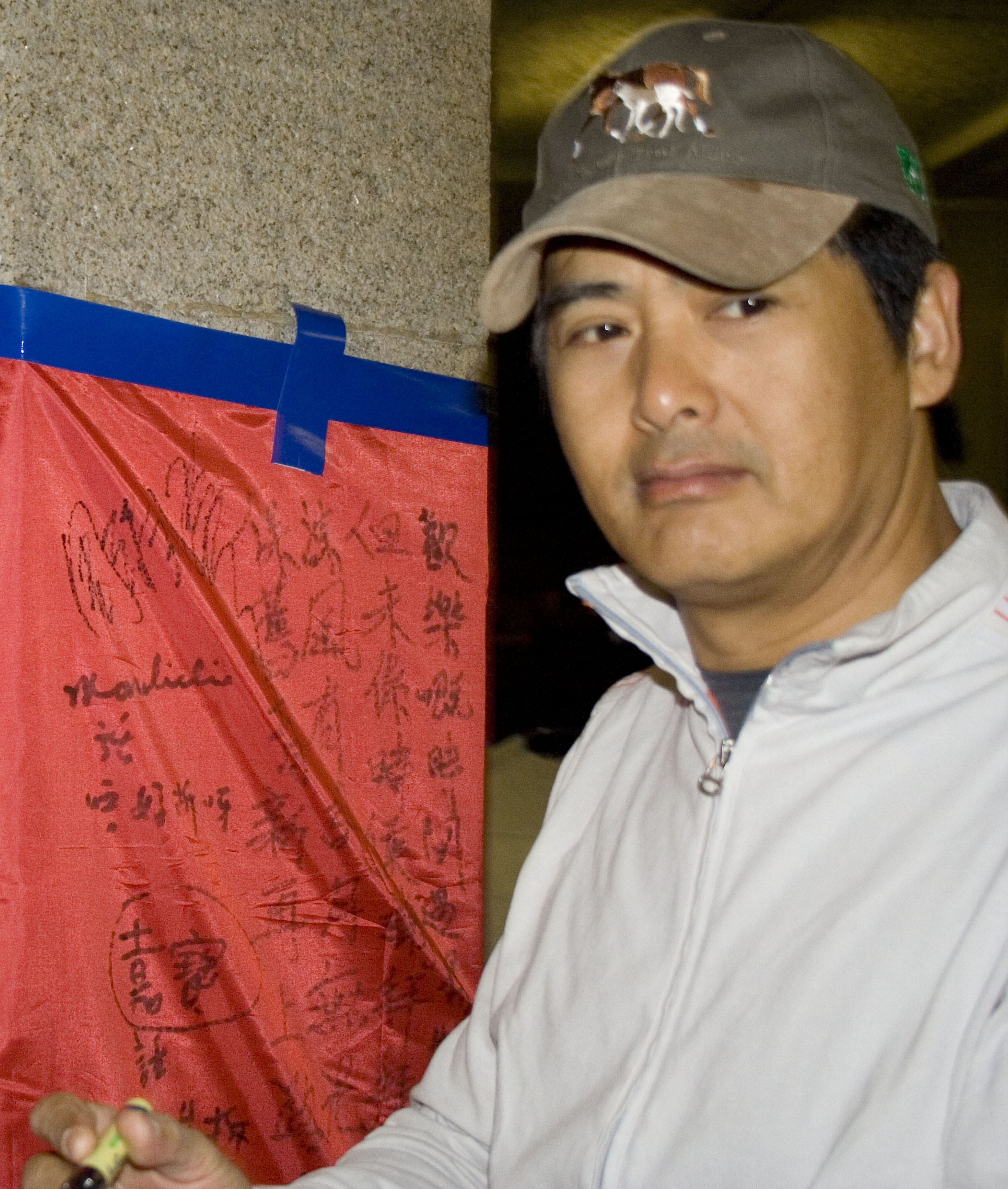
チョウ・ユンファ

香港ニューウェーブ（英語：The Hong Kong New Wave、中国語：香港新浪潮）は、1970年代後半 - 今までの何人かの若い香港映画の映画作家の草分け的存在に対する包括的な用語。

## 概説

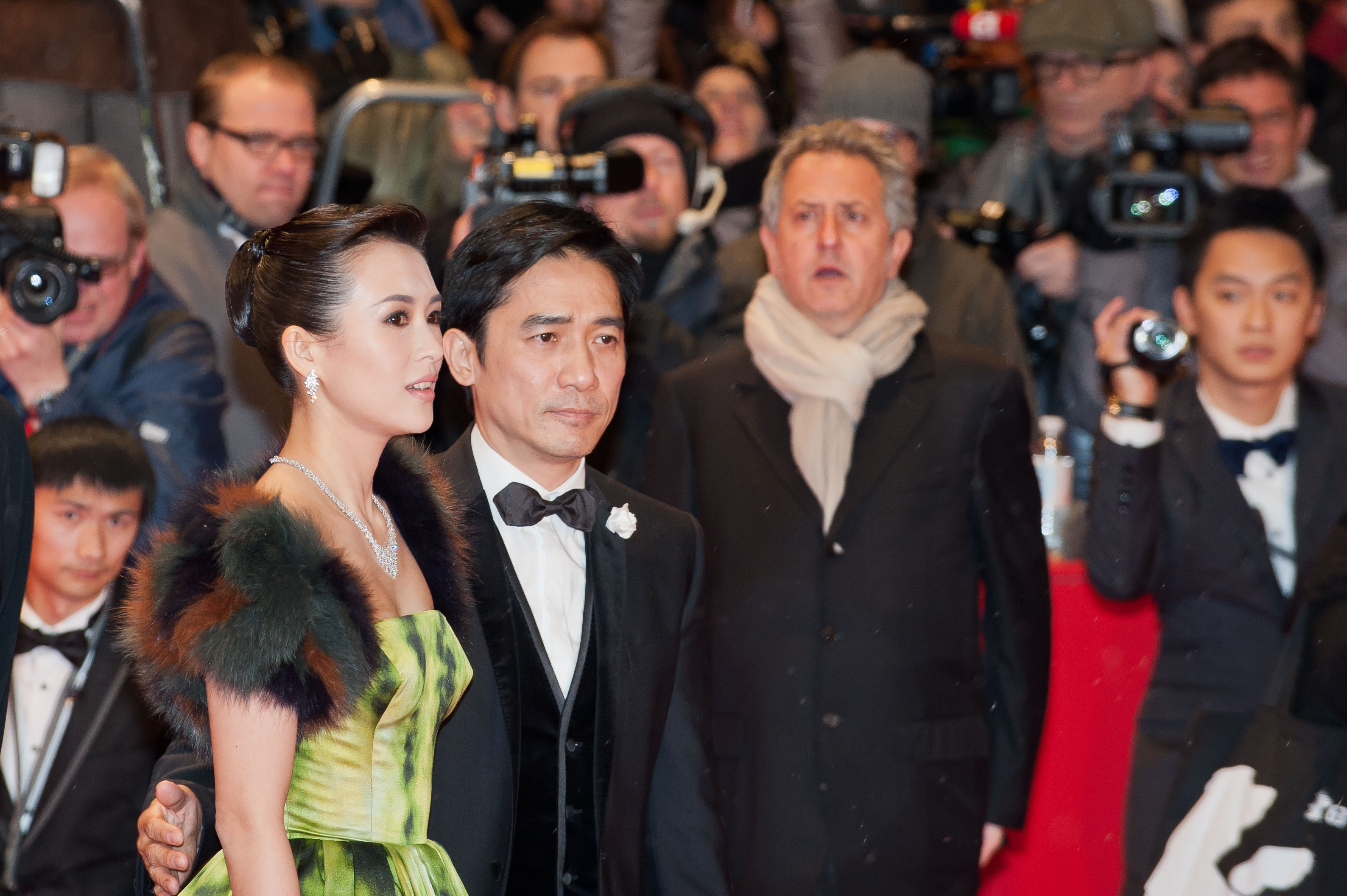
梁朝偉と章子怡

香港ニューウェーブと呼ばれる映画監督の多くは、海外の映画教育プログラムに学び、成功したテレビドラマ界のテリトリーでの経験をもっている。なかでももっとも特筆すべき人物は、ツイ・ハーク、アン・ホイ、パトリック・タム、イム・ホー、アレン・フォンである。
このニューウェーブは、現代香港のアイデンティティとともに映画を創造することにおいて、そして第二次世界大戦から1970年代にかけての大半の住民の広東語使用において重要な要素である。映画産業はそれまで、伝統を継続する中国映画に導かれており、それはほとんどが北京語を使用した作品であった。
ニューウェーブの旗手たちは、当時の香港映画のメインストリームとくらべて技術的に大胆であった。ロケーション撮影と同時録音の使用を好み、見た目や感じのラフさを探求した。それ以来の香港映画において、走り回る本物のロケーションの生き生きとした使用、窮屈な都市スペースは彼らの遺産のうちのひとつだ。
彼ら作家たちは、大衆的なジャンルの見直し的探求をとくに使命とした。たとえば、スリラー映画（アン・ホイ監督の『瘋刧（中国語版）』1979年、あるいはパトリック・タム監督の『愛殺（フランス語版）』1981年）、マーシャル・アーツ（ツイ・ハーク監督の『蝶変（中国語版）』1979年、あるいはパトリック・タム監督の『名剣（中国語版）』1980年）、犯罪映画（アレックス・チェン監督の『香港極道 警察(サツ)』1979年、あるいはイム・ホー監督の『公子嬌』1980年）といった作品である。犯罪というカテゴリーは特にやりやすく、リアリズムを用いた実験と、社会へのコメントをジャンルという装飾で包む戦術が発揮できた。
香港ニューウェーブは、人間関係や家庭問題、家族の存在（アレン・フォン監督の『父子情』1981年、あるいはイム・ホー監督の『ホームカミング』1984年）についての個人的なドラマも生み出している。また、手痛い政治的な作品、アン・ホイ監督の『望郷』（1982年）はベトナムのコミュニストの荒々しい肖像を提示している。一方、広い目で観て、コミュニスト中国をかんがみての香港の不安のアレゴリーであるといえる。
他に香港ニューウェーブの代表作として、アン・ホイ監督の『獣たちの熱い夜 ある帰還兵の記録』（1981年）、レオン・ポーチ監督の『風の輝く朝に』（1984年）、ツイ・ハーク監督の『蜀山奇傅 天空の剣』（1984年）、『北京オペラブルース』（1986年）、ジョン・ウー監督の『男たちの挽歌』（1986年）などがある。
香港大衆主義の映画の中にアート・フィルムの小さなニッチを切り開くのに貢献したが、ほとんどが、メインストリームに吸収され、ひとつかふたつの範囲に流れていった。

## 主要人物

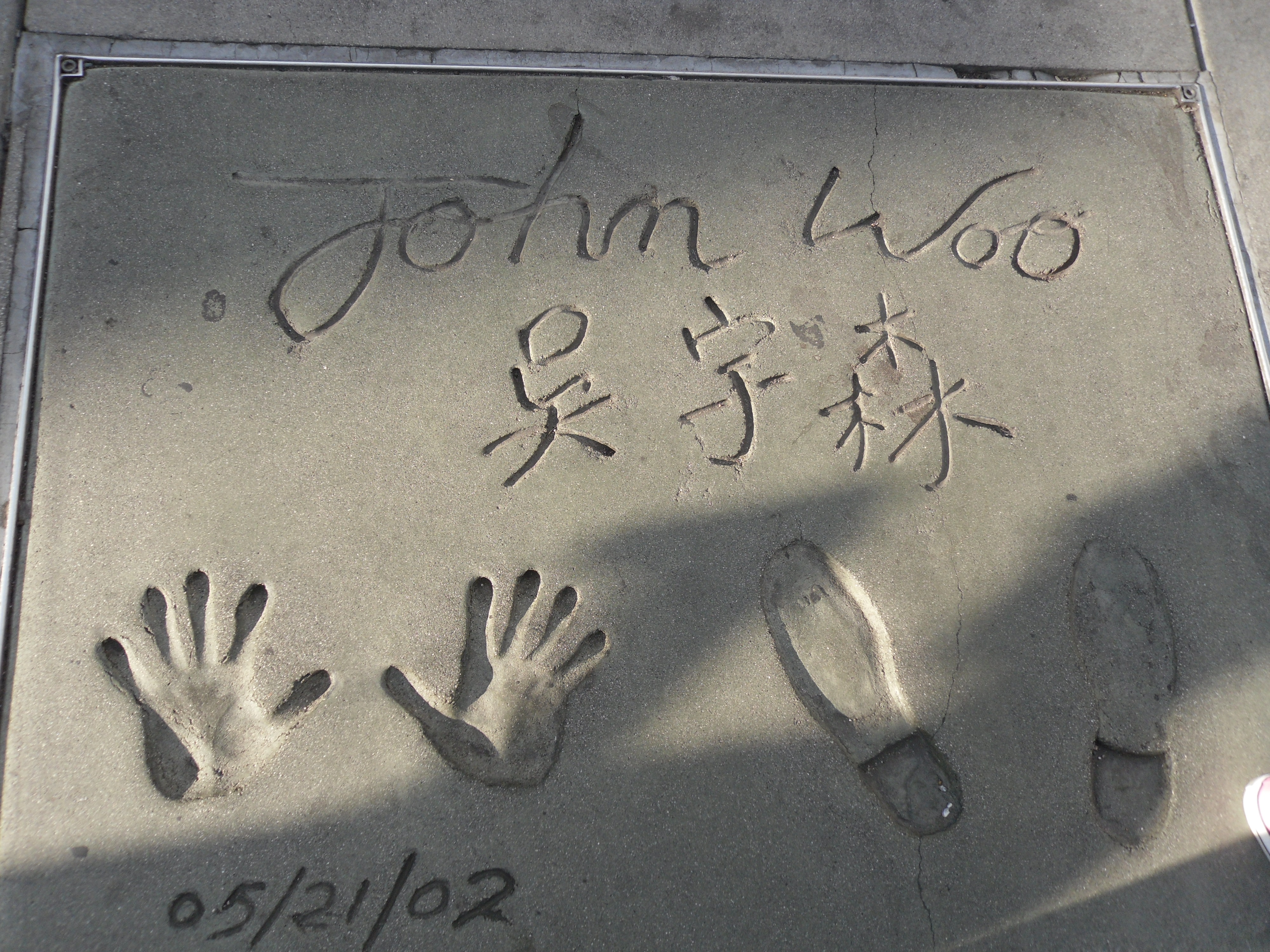
ジョン・ウー

- ツイ・ハーク（徐克）
- アン・ホイ（許鞍華）
- イム・ホー（嚴浩）
- パトリック・タム（中国語版）（譚家明）
- アレン・フォン（中国語版）（方育平）
- レオン・ポーチ（中国語版）（梁普智）
- デニス・ユー（英語版）（余允抗）
- カーク・ウォン（中国語版）（黄志強）
- テリー・トン（中国語版）（唐基明）
- ラウ・シンホン（劉成漢）
- アレックス・チェン（中国語版）（章國明）
- ピーター・ユン（翁維全）
- クリフォード・チョイ（中国語版）（蔡継光）
- ジョン・ウー（呉宇森）
- アレックス・ロー（中国語版）（羅啓鋭）
- メイベル・チャン（張婉婷）
- ウォン・カーウァイ（王家衛）